# Olympische Sommerspiele 1924/Fechten
Bei den VIII. Olympischen Sommerspielen 1924 in Paris fanden sieben Wettbewerbe im Fechten statt. Austragungsort war das Vélodrome d’Hiver im 15. Arrondissement. Zum ersten Mal stand ein Florett-Wettbewerb für Frauen auf dem Programm.

## Bilanz

### Medaillenspiegel
| Platz | Land               | Gold | Silber | Bronze | Gesamt |
| ----- | ------------------ | ---- | ------ | ------ | ------ |
| 1     | Frankreich         | 3    | 3      | –      | 6      |
| 2     | Belgien            | 1    | 2      | 1      | 4      |
| 3     | Ungarn             | 1    | 1      | 2      | 4      |
| 4     | Dänemark           | 1    | –      | 1      | 2      |
| 4     | Königreich Italien | 1    | –      | 1      | 2      |
| 6     | Großbritannien     | –    | 1      | –      | 1      |
| 7     | Niederlande        | –    | –      | 1      | 1      |
| 7     | Schweden           | –    | –      | 1      | 1      |

### Medaillengewinner
| Konkurrenz         | Gold | Silber | Bronze |
| ------------------ | --- | --- | --- |
| Degen Einzel       | Charles Delporte | Roger Ducret | Nils Erik Hellsten                                                                                               |
| Degen Mannschaft   | Georges Buchard, Roger Ducret, Lucien Gaudin, André Labatut, Robert Liottel, Alexandre Lippmann, Georges Tainturier               | Paul Anspach, Joseph De Craecker, Charles Delporte, Fernand de Montigny, Ernest Gevers, Léon Tom                        | Giulio Basletta, Marcello Bertinetti, Giovanni Canova, Vincenzo Cuccia, Virgilio Mantegazza, Oreste Moricca      |
| Florett Einzel     | Roger Ducret | Philippe Cattiau | Maurice Van Damme                                                                                                |
| Florett Mannschaft | Philippe Cattiau, Jacques Coutrot, Guy de Luget, Roger Ducret, Lucien Gaudin, Henri Jobier, André Labatut, Joseph Peroteaux       | Désiré Beaurain, Marcel Berré, Charles Crahay, Fernand de Montigny, Albert De Roocker, Maurice Van Damme                | László Berti, István Lichteneckert, Sándor Pósta, Zoltán Schenker, Ödön Tersztyánszky                            |
| Säbel Einzel       | Sándor Pósta | Roger Ducret | János Garay |
| Säbel Mannschaft   | Renato Anselmi, Guido Balzarini, Marcello Bertinetti, Bino Bini, Vincenzo Cuccia, Oreste Moricca, Oreste Puliti, Giulio Sarrocchi | László Berti, János Garay, Sándor Pósta, József Rády, Zoltán Schenker, László Széchy, Ödön Tersztyánszky, Jenő Uhlyárik | Arie de Jong, Jetze Doorman, Hendrik Scherpenhuijzen, Jan van der Wiel, Maarten van Dulm, Henri Wijnoldy-Daniëls |

| Konkurrenz     | Gold         | Silber       | Bronze          |
| -------------- | ------------ | ------------ | --------------- |
| Florett Einzel | Ellen Osiier | Gladys Davis | Grete Heckscher |

## Ergebnisse Männer

### Degen Einzel
| Platz | Land | Sportler            | Siege |
| ----- | ---- | ------------------- | ----- |
| 1     | BEL  | Charles Delporte    | 8:3   |
| 2     | FRA  | Roger Ducret        | 7:4   |
| 3     | SWE  | Nils Erik Hellsten  | 7:4   |
| 4     | FRA  | Gaston Cornereau    | 7:4   |
| 5     | FRA  | Armand Massard      | 7:4   |
| 6     | ITA  | Virgilio Mantegazza | 6:5   |
| 7     | FRA  | Georges Buchard     | 5:6   |
| 8     | BEL  | Léon Tom            | 5:6   |

Datum: 10. bis 11. Juli 1924 

67 Teilnehmer aus 18 Ländern

### Degen Mannschaft
| Platz | Land | Sportler |
| ----- | ---- | --- |
| 1     | FRA  | Georges Buchard, Roger Ducret, Lucien Gaudin, André Labatut, Robert Liottel, Alexandre Lippmann, Georges Tainturier                            |
| 2     | BEL  | Paul Anspach, Joseph De Craecker, Charles Delporte, Fernand de Montigny, Ernest Gevers, Léon Tom                                               |
| 3     | ITA  | Giulio Basletta, Marcello Bertinetti, Giovanni Canova, Vincenzo Cuccia, Virgilio Mantegazza, Oreste Moricca                                    |
| 4     | POR  | Henrique da Silveira, Paulo d’Eça Leal, António de Menezes, Mário de Noronha, Jorge de Paiva, António Leite, Ruimondo Mayer, Frederico Paredes |
| 5     | ESP  | Juan Delgado, Félix de Pomés, Diego Díez, Diego García, Jesús López de Lara, Miguel Zabalza                                                    |
| 6     | USA  | George Breed, George Calnan, Arthur Lyon, Allen Milner, William Russell, Leon Shore, Donald Waldhaus                                           |

Datum: 6. bis 9. Juli 1924 

88 Teilnehmer aus 16 Ländern

### Florett Einzel
| Platz | Land | Sportler            | Siege |
| ----- | ---- | ------------------- | ----- |
| 1     | FRA  | Roger Ducret        | 6:0   |
| 2     | FRA  | Philippe Cattiau    | 5:1   |
| 3     | BEL  | Maurice Van Damme   | 4:2   |
| 4     | FRA  | Jacques Coutrot     | 3:3   |
| 5     | ARG  | Roberto Larraz      | 2:4   |
| 6     | DEN  | Ivan Osiier         | 1:5   |
| 7     | BEL  | Xavier De Beukelaer | 0:6   |
| 8     | GBR  | Edgar Seligman      | –     |

Datum: 1. bis 4. Juli 1924 

49 Teilnehmer aus 17 Ländern

### Florett Mannschaft
| Platz | Land | Sportler |
| ----- | ---- | --- |
| 1     | FRA  | Philippe Cattiau, Jacques Coutrot, Guy de Luget, Roger Ducret, Lucien Gaudin, Henri Jobier, André Labatut, Joseph Peroteaux |
| 2     | BEL  | Désiré Beaurain, Marcel Berré, Charles Crahay, Fernand de Montigny, Albert De Roocker, Maurice Van Damme                    |
| 3     | HUN  | László Berti, István Lichteneckert, Sándor Pósta, Zoltán Schenker, Ödön Tersztyánszky                                       |
| 4     | ITA  | Valentino Argento, Aldo Boni, Dante Carniel, Giorgio Chiavacci, Luigi Cuomo, Giulio Gaudini, Giorgio Pessina, Oreste Puliti |
| 5     | ARG  | Horacio Casco, Roberto Larraz, Luis Lucchetti, Ángel Santamarina                                                            |
| 5     | DEN  | Jens Berthelsen, Svend Munck, Ivan Osiier, Erik Sjøqvist                                                                    |

Datum: 27. bis 30. Juni 1924 

67 Teilnehmer aus 12 Ländern

### Säbel Einzel
| Platz | Land | Sportler        | Siege |
| ----- | ---- | --------------- | ----- |
| 1     | HUN  | Sándor Pósta    | 5:2   |
| 2     | FRA  | Roger Ducret    | 5:2   |
| 3     | HUN  | János Garay     | 5:2   |
| 4     | HUN  | Zoltán Schenker | 4:3   |
| 5     | NED  | Arie de Jong    | 4:3   |
| 6     | DEN  | Ivan Osiier     | 2:5   |
| 7     | FRA  | Georges Conraux | 2:5   |
| 8     | ARG  | Horacio Casco   | 1:6   |

Datum: 16. bis 18. Juli 1924 

47 Teilnehmer aus 15 Ländern

### Säbel Mannschaft
| Platz | Land | Sportler |
| ----- | ---- | --- |
| 1     | ITA  | Renato Anselmi, Guido Balzarini, Marcello Bertinetti, Bino Bini, Vincenzo Cuccia, Oreste Moricca, Oreste Puliti, Giulio Sarrocchi |
| 2     | HUN  | László Berti, János Garay, Sándor Pósta, József Rády, Zoltán Schenker, László Széchy, Ödön Tersztyánszky, Jenő Uhlyárik           |
| 3     | NED  | Arie de Jong, Jetze Doorman, Hendrik Scherpenhuijzen, Jan van der Wiel, Maarten van Dulm, Henri Wijnoldy-Daniëls                  |
| 4     | TCH  | Alexandr Bárta, František Dvořák, Josef Jungmann, Luděk Opplt, Otakar Švorčík                                                     |
| 5     | FRA  | Georges Conraux, Henri de Saint Germain, Jean-François Jannekeyn, Lionel Lifschitz, Marc Perrodon, Maurice Taillandier            |
| 6     | ARG  | Horacio Casco, Carmelo Merlo, Arturo Ponce, Raúl Sola, Santiago Torres                                                            |

Datum: 12. bis 15. Juli 1924 

80 Teilnehmer aus 14 Ländern

## Ergebnisse Frauen

### Florett Einzel
| Platz | Land | Sportlerin      | Siege |
| ----- | ---- | --------------- | ----- |
| 1     | DEN  | Ellen Osiier    | 5:0   |
| 2     | GBR  | Gladys Davis    | 4:1   |
| 3     | DEN  | Grete Heckscher | 3:2   |
| 4     | GBR  | Muriel Freeman  | 2:3   |
| 5     | DEN  | Yutta Barding   | 1:4   |
| 6     | HUN  | Gizella Tary    | 0:5   |

Datei: 2. bis 4. Juli 1924 

25 Teilnehmerinnen aus 9 Ländern